# Hvalkogeri
Et hvalkogeri eller fabriksskib er et stort havgående skib, der har mange faciliteter ombord dedikeret til forarbejdning og nedfrysning af fangede fisk eller hvaler. Moderne hvalkogerier er automatiserede og forstørrede versioner af de tidligere hvalfangerskibe og deres anvendelse indenfor fiskeriindustrien er vokset dramatisk. Nogle hvalkogerier er i stand til at fungere som moderskib for mindre skibe.